# Douglas Hogg, 3. Viscount Hailsham

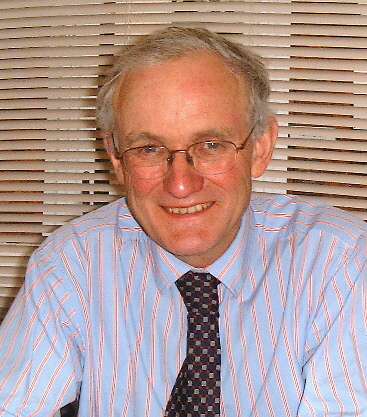
Douglas Hogg, 3. Viscount Hailsham (2004)

Douglas Martin Hogg, 3. Viscount Hailsham QC (* 5. Februar 1945 im Metropolitan Borough of Chelsea, London, England) ist ein britischer Politiker der Conservative Party, der über dreißig Jahre Mitglied des House of Commons sowie unter anderem Minister für Landwirtschaft, Fischerei und Ernährung war. Seit 2015 ist er Mitglied des House of Lords.

## Leben
Hogg stammte aus einer bekannten Juristen- und Politikerfamilie und war der Enkel von Douglas Hogg, 1. Viscount Hailsham, der sowohl zweimaliger Lordkanzler, Kriegsminister als auch Lord President of the Council war, sowie Sohn von Quintin McGarel Hogg, der unter anderem Erster Lord der Admiralität und Lordsiegelbewahrer, aber auch ebenfalls Lord President of the Council sowie zwei Mal Lordkanzler war.
Er selbst studierte nach dem Besuch des Eton College Rechtswissenschaften am Christ Church College der University of Oxford und erhielt 1968 die anwaltliche Zulassung an der Anwaltskammer des Lincoln’s Inn. Im Anschluss war er als Barrister tätig und wurde 1990 zum Kronanwalt ernannt.
Bei den Unterhauswahlen vom 3. Mai 1979 wurde Hogg erstmals als Kandidat der Conservative Party zum Mitglied des House of Commons gewählt und vertrat dort bis zum 1. Mai 1997 den Wahlkreis Grantham, ehe er nach den Unterhauswahlen vom 1. Mai 1997 im Wahlkreis Sleaford and North Hykeham zum Unterhausabgeordneten gewählt wurde und dem House of Commons bis zum 6. Mai 2010 angehörte. Während seiner Parlamentszugehörigkeit war er zunächst zwischen 1982 und 1983 Parlamentarischer Privatsekretär von Leon Brittan, dem Chefsekretär des Schatzamtes, und anschließend bis 1984 Whip der konservativen Regierungsfraktion.
1986 übernahm er sein erstes Regierungsamt als „Juniorminister“ nachdem er zum Parlamentarischen Unterstaatssekretär im Innenministerium ernannt wurde und war anschließend von 1989 bis 1990 Staatsminister im Handels- und Industrieministerium. Danach war er zwischen 1990 und 1995 Staatsminister im Foreign and Commonwealth Office, dem britischen Ministerium für Auswärtiges und Angelegenheiten des Commonwealth of Nations.
Im Rahmen einer Kabinettsumbildung wurde er von Premierminister John Major am 5. Juli 1995 zum Minister für Landwirtschaft, Fischerei und Ernährung (Minister of Agriculture, Fisheries and Food) ernannt und übte dieses Amt bis zum Ende der Amtszeit Majors am 1. Mai 1997 aus. Nach der Wahlniederlage der Tories bei den Unterhauswahlen am 1. Mai 1997 gehörte er für kurze Zeit bis zum 17. Juni 1997 dem Schattenkabinett seiner Partei als „Schatten-Minister für Landwirtschaft, Fischerei und Ernährung“ an.
Beim Tod seines Vaters Quintin McGarel Hogg erbte er am 12. Oktober 2001 dessen Titel als Viscount Hailsham, auf den dieser 1963 verzichtet hatte. Da aufgrund des House of Lords Act 1999 die erblichen Sitze im House of Lords fast alle abgeschafft wurden, wurde er durch die Erbschaft des Titels nicht automatisch Mitglied des Oberhauses.
Während seiner Mitgliedschaft im Unterhaus von April 2009 bis Mai 2010 war er Mitglied des Unterhausausschusses für Justiz. Am 12. Oktober 2015 wurde Hogg zum Life Peer mit dem Titel Baron Hailsham of Kettlethorpe, of Kettlethorpe in the County of Lincolnshire, ernannt. Damit wurde er schließlich doch noch Mitglied des House of Lords.
Seit 1968 ist er mit Sarah Boyd-Carpenter verheiratet, die bereits 1995 als Baroness Hogg zur Life Peeress erhoben wurde.